# My Elusive Dreams
My Elusive Dreams é um álbum de estúdio de David Houston e Tammy Wynette. Foi lançado em 7 de agosto de 1967 pela Epic Records.

## Recepção da crítica
Uma revisão publicada na edição de 19 de agosto de 1967 da Billboard disse: "De vez em quando, um dueto country incendeia o campo e quando esses dois artistas - ambos destacados por conta própria - se unem, seu " My Elusive Dreams "dispara nos chart e ainda conseguiu chegar as paradas pop. A dupla segue esse sucesso com performances sensacionais em "Somethin' Stupid" e "Back in Baby's Arms", entre outros."
Cashbox também publicou uma resenha em sua edição de 19 de agosto de 1967, que dizia: "Fique atento para David Houston e Tammy Wynette para alcançar um lugar no topo das paradas com este LP descolado. O disco, que tem o mesmo título do atual single dupla - inclui, além de "My Elusive Dreams", nove outras faixas marcantes, notavelmente "I'll Take My Chances with You", "Somethin 'Stupid" e "Marriage on the Rocks". Fiquem atentos. "
Uma crítica publicada pela Record World disse: "" My Elusive Dreams "de Curly Putman e Billy Sherrill é certamente uma das melhores canções do ano e torna este álbum de duetos de alta qualidade muito melhor. Tammy e David também cantam "Somethin 'Stupid","Hey Good Lookin'" e muito mais."

## Performance comercial
O álbum alcançou a 11ª posição no US Billboard Hot Country Albums chart.
O primeiro single, "My Elusive Dreams", foi lançado em junho de 1967 e chegou ao topo da US Billboard Hot Country Singles chart, ficando em primeiro lugar. "It's All Over" foi lançado como segundo single em dezembro do mesmo ano, e alcançou a 11ª posição no US Billboard Hot Country Singles chart.

## Lista de faixas
| Lado A |                                       |                              |         |  |
| N.º    | Título                                | Compositor(es)               | Duração |  |
| 1.     | "My Elusive Dreams"                   | Curly Putman, Billy Sherrill | 2:48    |  |
| 2.     | "I'll Take My Chances with You"       | Fred MacRae, Marge Barton    | 2:25    |  |
| 3.     | "Hey, Good Lookin'"                   | Hank Williams                | 2:27    |  |
| 4.     | "Set Me Free" (Tammy Wynette solo)    | Putman                       | 2:16    |  |
| 5.     | "Together We Stand (Divided We Fall)" | Tammy Wynette, Don Chapel    | 2:12    |  |

| Lado B         |                                      |                                    |         |  |
| N.º            | Título                               | Compositor(es)                     | Duração |  |
| 1.             | "Somethin' Stupid"                   | Carson Parks                       | 2:34    |  |
| 2.             | "Back in Baby's Arms"                | Bob Montgomery                     | 2:25    |  |
| 3.             | "It's All Over"                      | Sherrill, Glenn Sutton             | 2:30    |  |
| 4.             | "Clinging Vine" (David Houston solo) | Earl Shuman, Leon Carr, Grace Lane | 2:38    |  |
| 5.             | "Marriage on the Rocks"              | Sutton, Sherrill                   | 2:47    |  |
| Duração total: | Duração total:                       | Duração total:                     | 25:03   |  |

## Créditos
Adaptado dos créditos do álbum.
- David Houston - vocal principal
- Tammy Wynette - vocal principal
- Michael Mendel - design da capa
- Billy Sherrill - produtor

## Desempenho comercial
Album
| Paradas                             | Posição alcançada |
| ----------------------------------- | ----------------- |
| U.S. Hot Country Albums (Billboard) | 11                |

Singles
| Single              | Paradas                            | Posição alcançada |
| ------------------- | ---------------------------------- | ----------------- |
| "My Elusive Dreams" | US Hot Country Singles (Billboard) | 1                 |
| "It's All Over"     | US Hot Country Singles (Billboard) | 11                |